# Habitatge al carrer Sant Miquel, 28-32 (la Sénia)
Habitatge al carrer Sant Miquel, 28-32 és una obra de la Sénia (Montsià) inclosa a l'Inventari del Patrimoni Arquitectònic de Catalunya.

## Descripció
Edifici entre mitgeres que malgrat ser interiorment dos habitatges diferents, dividides per una paret mitgera, es presenta unificat a la façana. La façana és arrebossada i presenta planta i dos pisos, separats per una cornisa-motllura, continuació de la base dels balcons. A la planta baixa hi ha 5 portes de mides desiguals (amb llinda en forma d'arc escarser d'un sol bloc i rebranques de pedra a les dues principals), i dues finestres. En el 1r i 2n pis hi ha 5 balcons per nivell, sostingut cadascun d'ells per dues motllures en forma de cartel·les d'inspiració clàssica amb relleus decoratius i finestres emmarcades per motllures. A la part superior hi ha un acabament recte amb cornisa sostinguda per cartel·les iguals que les dels balcons. El sector SW de façana no té balcons ni cornisa de separació. A l'interior no es conserva la compartimentació original.

## Història
A la llinda de les dues portes principals hi ha la data de 1890. Es va construir ja com a dos edificis separats, encara que unificats a la façana perquè les propietàries eren dues germanes. Durant la postguerra el primer pis fou condicionat com a oficines de l'Ajuntament de la Sénia.